# Colosseu
El Colosseu o Coliseu (llatí: Colosseum; italià: Colosseo) fou el major amfiteatre de l'Imperi Romà. Es troba just a l'est del Fòrum Romà. Bastit al segle i i conegut originalment com a Amphitheatrum Flavium (Amfiteatre Flavi), a partir del segle viii fou anomenat Colosseum, sia per les seves dimensions majúscules, sia per l'estàtua colossal de l'emperador Neró que tenia ben a prop.
Tenia capacitat per a 50.000 espectadors asseguts, amb vuitanta fileres a les grades. L'emperador i els senadors tenien els seients més propers a l'arena i, de manera progressiva, se situaven els estrats socials de classes més baixes. Es va completar l'any 80, quan governava l'emperador Tit, i va ser modificat durant el regnat de Domicià.
El Colosseu es va fer servir durant gairebé 500 anys fins bastant més tard de la tradicional data de la caiguda de l'Imperi Romà d'Occident, fixada l'any 476. De fet, els últims jocs s'hi celebraren durant el segle vi. A més de les lluites entre gladiadors, també s'hi van fer molts altres espectacles: naumàquia, cacera d'animals, execucions públiques, recreacions de batalles famoses i obres de teatre basades en la mitologia clàssica. L'edifici va deixar de ser usat per a aquests propòsits durant l'alta edat mitjana. Més tard, va ser reutilitzat com a refugi, fàbrica, seu d'un orde religiós, fortalesa i pedrera. De les seves ruïnes se'n va extreure abundant material per a la construcció d'altres edificis, fins que va ser convertit en un santuari cristià, en honor dels presoners martiritzats durant els primers anys del cristianisme. Aquesta mesura va contribuir a aturar l'espoli i n'ha fet possible la conservació. En una de les seves arcades interiors s'hi va construir a mitjan segle xvi l'església de Santa Maria de la Pietat, encara existent i en funcionament avui dia.
Tot i que l'estructura és molt malmesa a causa dels terratrèmols i per l'acció dels picapedrers que la van usar com a pedrera, el Colosseu sempre ha estat vist com una icona de la Roma Imperial i és un dels exemples més ben conservats de l'arquitectura romana. És una de les atraccions turístiques més populars de la Roma moderna i encara està molt lligat a l'Església Catòlica Romana, ja que el Divendres Sant el papa encapçala el viacrucis fins a l'amfiteatre.
El Colosseu, juntament amb tot el centre històric de Roma, va ser admès a la llista del Patrimoni de la Humanitat per la UNESCO l'any 1980. El 7 de juliol de 2007 va ser reconegut com una de les set noves meravelles del món modern.

## Nom
El nom original del Colosseu, provinent del llatí, era Amphitheatrum Flavium (Amfiteatre Flavi), nom assignat per haver estat construït en el regnat dels emperadors de la dinastia Flàvia, després del regnat de l'emperador Neró. Curiosament, aquest nom no era exclusiu del Colosseu, ja que Vespasià i Tit, constructors del Colosseu, també van edificar un amfiteatre que porta el mateix nom al municipi de Puteoli (nom modern Pozzuoli). La denominació Amfiteatre Flavi encara s'utilitza avui dia; però l'estructura és més coneguda popularment com a Colosseu. En l'antiguitat també és possible que els romans es referissin al Colosseu pel nom no oficial Amphitheatrum Caesareum, tot i que aquest nom podria haver estat estrictament poètic.
El nom amb què és conegut actualment, Colosseu, es va començar a divulgar a partir del segle viii i es pensa que es deu a una gran estàtua de l'emperador Neró situada entre l'amfiteatre i el temple de Venus i Roma anomenada popularment el Colós (Colossus). L'estàtua possiblement fou enderrocada per reciclar-ne el bronze, ja que només en sobreviu la base.
A l'edat mitjana, el nom llatí de Colosseum va derivar cap a Coliseum, mot que ha donat el català Coliseu (i el francès Colisée i el castellà Coliseo), que passà a tenir més acceptació que el d'Amfiteatre Flavi. Com a referent posterior per a les grans construccions destinades a l'espectacle, s'anomenen també coliseus els grans teatres i, en general, qualsevol altre edifici notable.

## Història

### A la Roma clàssica
El Colosseu va ser un regal de l'emperador Vespasià al poble. Tenia el caràcter públic i d'edifici civil on s'oferien espectacles gratuïts de lluita entre gladiadors i feres salvatges, s'escenificaven batalles mitològiques i es feien simulacres de batalles navals. Eren espectacles diürns a l'aire lliure. Cada espectador ocupava l'espai segons la seva categoria dins la societat romana: els seients inferiors, propers a l'arena, eren per a l'emperador i els senadors. Els pitjors llocs, a dalt de tot, es reservaven als esclaus, els estrangers i les dones.
El Colosseu simbolitza i glorifica l'emperador Vespasià. Fou creat per donar-ne una imatge benefactora i amb una clara intenció propagandística. La construcció començà entre l'any 70 i el 72 i finalitzà el 80, durant el regnat de l'emperador Tit. El lloc escollit va ser una àrea plana enmig d'una vall baixa entre els turons del Celi, Esquilí i Palatí. Durant el segle ii aquesta zona estava densament poblada; però fou devastada pel Gran incendi de Roma de l'any 64, després del qual Neró va embargar molta superfície per a afegir-la al seu domini personal. Construí l'immens palau de la Domus Aurea, davant del qual es creà un llac artificial envoltat per pavellons, jardins i pòrtics. L'aqüeducte Aqua Claudia existent s'estenia com a aigua de subministrament a tota l'àrea i el Colós de bronze gegantí de Neró s'establia a prop de l'entrada a la Domus Aurea.
Per a construir el Colosseu es va demolir gran part del palau i el llac es va dessecar a través d'una claveguera cap al riu Tíber. Al voltant s'hi van construir les escoles de gladiadors i altres edificis de suport. Segons una inscripció reconstruïda trobada al lloc, «l'emperador Vespasià dedicava la porció que li tocava del botí a construir aquest amfiteatre nou». Creuen que això es refereix a la immensa quantitat de tresor que els romans van aconseguir en la victòria en la Gran Revolta jueva de l'any 70. El Colosseu es pot interpretar així com un gran monument triomfal construït en la tradició romana de celebrar grans victòries. El fet que Vespasià decidís utilitzar aquests terrenys també es pot interpretar com un gest populista de tornar al poble allò que Neró s'havia apropiat. A diferència d'altres amfiteatres, situats als afores de la ciutat —com és el cas del construït en l'època de l'emperador August, l'anomenat Estatilio Tauro al Camp de Mart— aquest és erigit al cor de la ciutat de Roma.

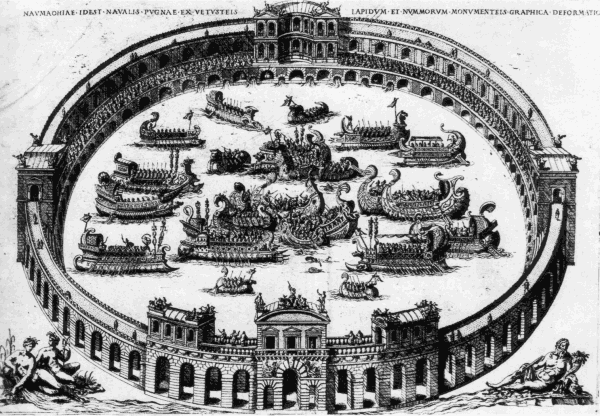
Els espectacles de naumàquia van poder haver estat un dels qui van tenir lloc a l'amfiteatre

Quan Vespasià va morir (any 79), el Colosseu s'havia completat fins al tercer pis. El nivell superior es va acabar i l'edifici fou inaugurat pel seu fill, Tit, l'any 80. Cassi Dió explica que es van matar més de 9.000 animals salvatges durant els jocs inaugurals de l'amfiteatre. L'edifici fou remodelat pel fill més jove de Vespasià, l'emperador Domicià (81-96) que succeí el seu germà gran i construí l'hipogeu, una sèrie de túnels subterranis utilitzats per a allotjar animals i esclaus. També va afegir una galeria a la part superior del Colosseu per a augmentar-ne l'aforament.
El 217, el Colosseu quedà molt malmès per un foc —provocat per un llamp, segons Cassi Dió— que va destruir els nivells superiors de fusta de l'interior de l'amfiteatre. Aquesta part fou reconstruïda amb pedra cap a l'any 223 i la totalitat de l'amfiteatre quedà reparat aproximadament el 240. Posteriorment, va sofrir altres reparacions, una de les quals fou possiblement per a arreglar els danys provocats per un terratrèmol el 443.
L'últim combat de gladiadors celebrat al Colosseu va ser l'any 438 i l'última baralla d'animals l'any 523, durant el govern de Teodoric el Gran. Així mateix, el recinte fou l'escenari de naumàquies (combats navals), per les quals s'inundava la part central, ja que algunes zones del paviment es podien eliminar fins a una profunditat d'1,5 metres.
Totes les ciutats importants de l'imperi van seguir l'exemple de Roma. D'acord amb les dades d'un document del segle iv, el Colosseu tenia una capacitat de 87.000 espectadors. Actualment, es calcula que només n'hi podien haver 50.000 d'asseguts. Els amfiteatres de Pozzuoli, Càpua, Verona i Tarragona tenien aproximadament la mateixa capacitat.

### A l'edat mitjana

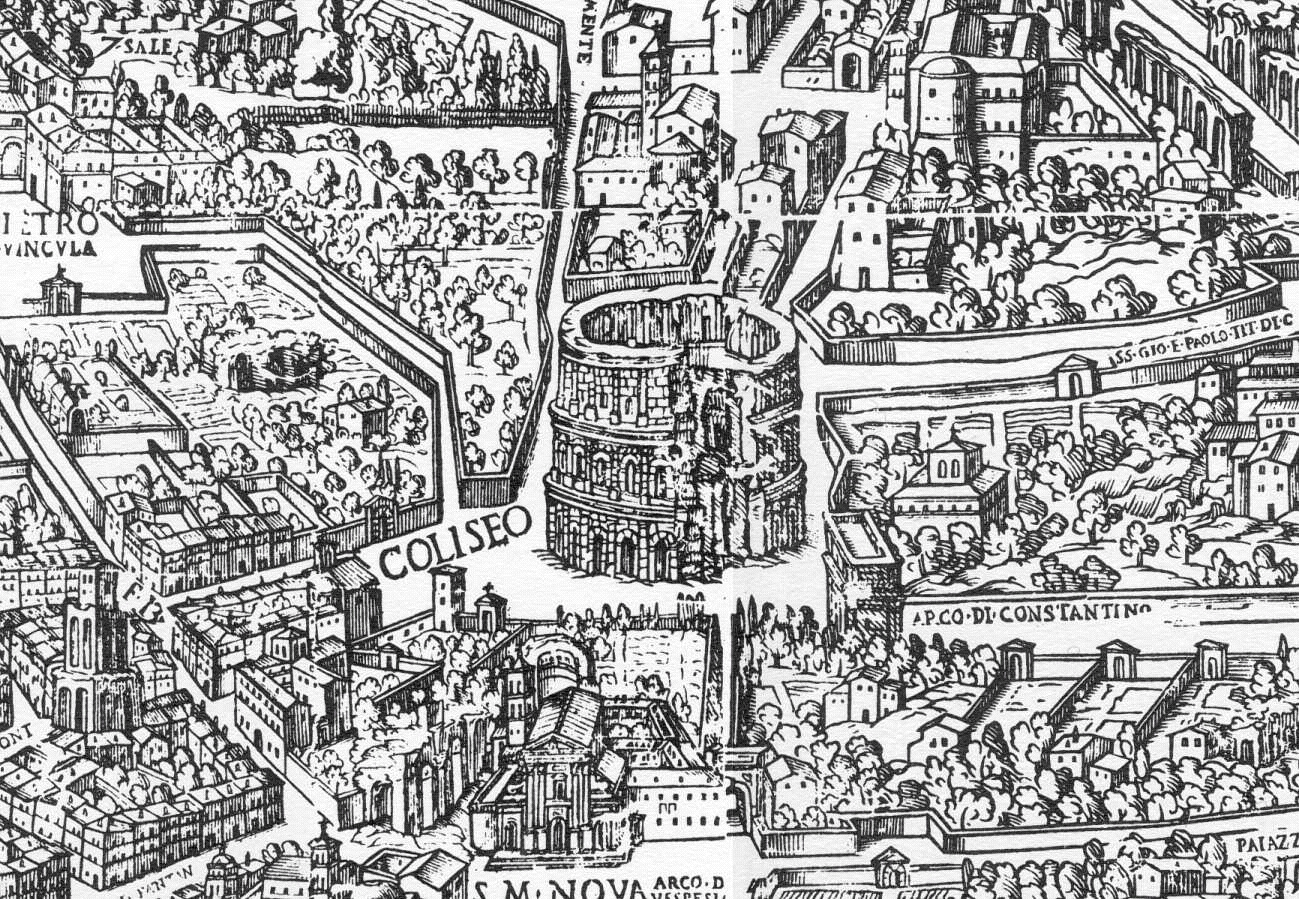
El Colosseu representat en un mapa de la Roma medieval

El Colosseu va experimentar grans canvis en el seu ús durant el període medieval. A finals del segle vi es va construir una petita església dins de l'estructura de l'amfiteatre, encara que aparentment no li va donar un significat religiós a l'edifici sencer. La sorra es va transformar en un cementiri. Els nombrosos espais entre els arcs i sota els seients es van convertir en fàbriques i refugis i, segons les fonts, es van llogar fins al segle xii.
Durant el papat de Gregori el Gran molts dels monuments antics van passar a mans de l'Església, que era l'única autoritat efectiva. No obstant això, no tenia recursos per a mantenir-los, de manera que van caure en l'abandó i van ser víctimes de l'espoli. A l'edat mitjana, la decadència de la ciutat va afectar tots els monuments imperials. A més, els terratrèmols de 801 i 847 van provocar grans destrosses en un edifici que es trobava pràcticament abandonat i se situava als afores de la ciutat medieval.
Quan, el 1084, el papa Gregori VII va ser expulsat de la ciutat, molts monuments van caure en mans de famílies de nobles romans, que els van fer servir com a fortaleses. Al voltant del 1200, la família Frangipani es va apropiar del Colosseu i el va fortificar, fent-lo servir a manera de fortalesa i convertint-lo en la seva àrea d'influència. La seva activitat va anar disminuint progressivament, encara que es tenen notícies que, l'any 1332, s'hi va celebrar una gran festa amb bous per a la noblesa romana.
El gran terratrèmol de 1349 va danyar-ne greument l'estructura, fent que el costat extern sud s'ensorrés. Moltes d'aquestes pedres despreses van ser reutilitzades per a construir palaus, esglésies (inclòs el Vaticà), hospitals i altres edificis de tota Roma. Un orde religiós es va assentar en el terç nord del Colosseu i el va continuar habitant fins a principis del segle xix. Les pedres de l'interior de l'amfiteatre van ser utilitzades i extretes com si fos una pedrera per a reutilitzar-les en una altra part o (en el cas de la façana de marbre) cremar-les per obtenir calç viva. Les abraçadores de bronze que sostenien la maçoneria van ser arrencades de les parets, deixant nombroses marques. Encara avui es poden observar aquestes cicatrius a l'edifici.

### Delseglexvalseglexx

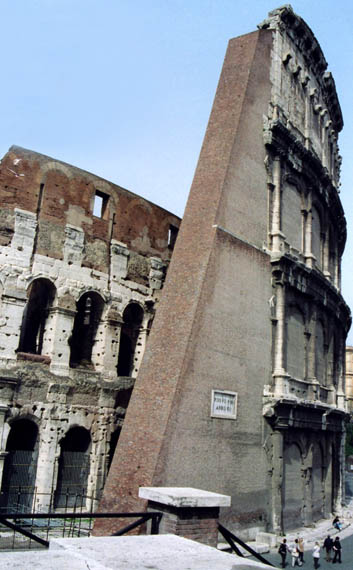
Contrafort de reforç

Al llarg dels segles xv i xvi, el travertí que recobria el Colosseu va ser arrencat per reutilitzar-lo en altres construccions. Entre d'altres, es va utilitzar per al Palau Barberini i per al Port de Ripetta. Una coneguda dita llatina diu Quod non fecerunt Barbari, fecerunt Barberini (el que no es van atrevir a fer els bàrbars, ho van fer els Barberini). També es va utilitzar per cremar-lo i obtenir calç. L'espoli de pedres va continuar fins a 1749, quan Benet XIV va consagrar el monument com a lloc sant en memòria dels màrtirs allà executats, si bé es creu que la major part d'ells van ser martiritzats al Circ Màxim.
Durant els segles xvi i xvii, funcionaris de l'Església van buscar un paper productiu per al casc en ruïnes del gran Colosseu. El papa Sixt V (1585-1590) va preveure convertir l'edifici en una fàbrica de llana per a donar feina a les prostitutes de Roma, encara que aquesta proposta va fracassar a causa de la seva mort prematura. Al segle xix, en canvi, van començar una sèrie d'obres per estabilitzar molts monuments antics. El 1820, Pius VII va ordenar construir diversos contraforts al Colosseu —clarament distingibles avui en dia— sense els quals l'edifici probablement s'hauria esfondrat. Durant tot el segle es van succeir obres de consolidació i millora, en un procés que encara continua.
Al costat del Colosseu es trobava la Meta Sudans, construïda per l'emperador Domicià entre el 89 i el 96; era una font monumental de forma cònica de 17 metres d'altura envoltada d'aigua. La seva funció era assenyalar la intersecció dels quatre districtes de la ciutat. L'any 1936 Mussolini en va ordenar la seva demolició perquè «molestava» per a la creació de la Via dei Fori Imperiali. Una de les últimes barbaritats que va patir el Colosseu va ser objecte de simbolitzar l'esborrany de la història d'Itàlia per part dels militars; la part de l'edifici que falta a la primera foto va ser una bomba caiguda en el mateix durant la Segona Guerra Mundial.

### L'edifici en l'actualitat
El Colosseu és sens dubte un dels grans atractius turístics de Roma. Hi ha ubicat un museu dedicat al déu grec Eros, al pis superior de l'edifici. Ha estat portat al cinema en múltiples ocasions, destacant la increïble reconstrucció digital en la pel·lícula Gladiator.
El 1980 la UNESCO va declarar el centre històric de Roma, àdhuc el Colosseu, Patrimoni de la Humanitat. Des del 2000 les autoritats mantenen l'edifici il·luminat durant 48 hores cada vegada que en algun lloc del món se li commuta o ajorna una sentència de mort a un condemnat.
Aquest monument de la Roma clàssica ha estat designat una de les set noves meravelles del món, segons la designació honorífica anunciada a Lisboa el 7 de juliol del 2007 en el marc del concurs New 7 Wonders, organitzat pel suís Bernard Weber, del qual la UNESCO s'ha desmarcat completament.

Interior del Colosseu el 2022

## Arquitectura

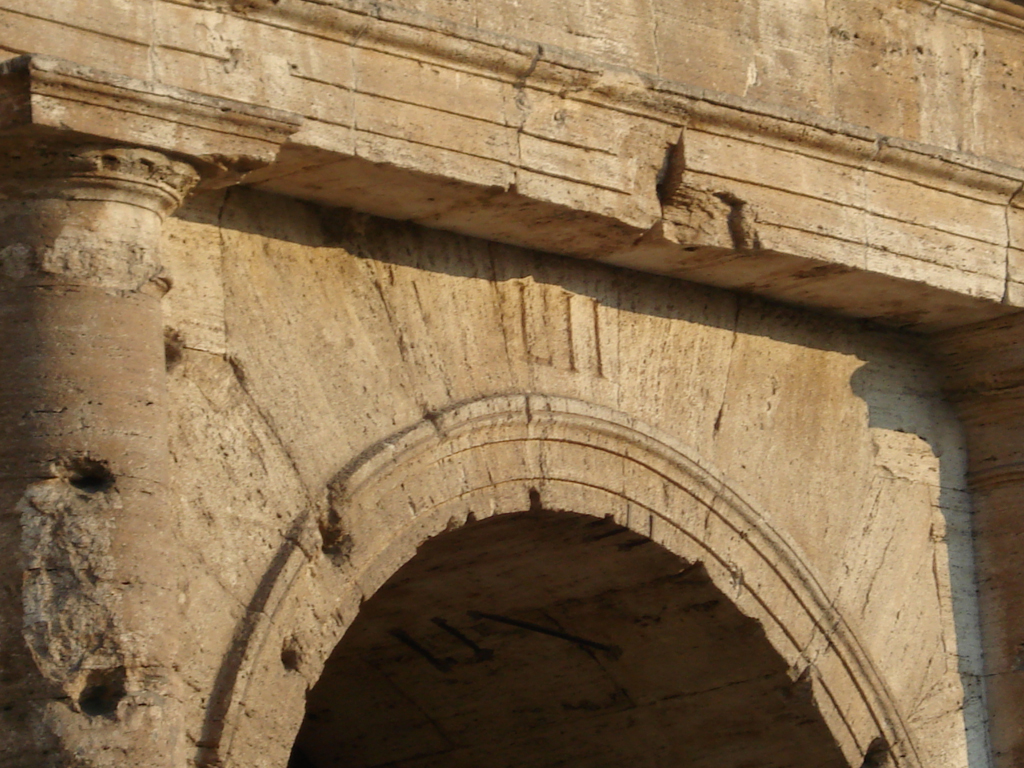
Entrada LII del Colosseu, amb numeració romana encara visible

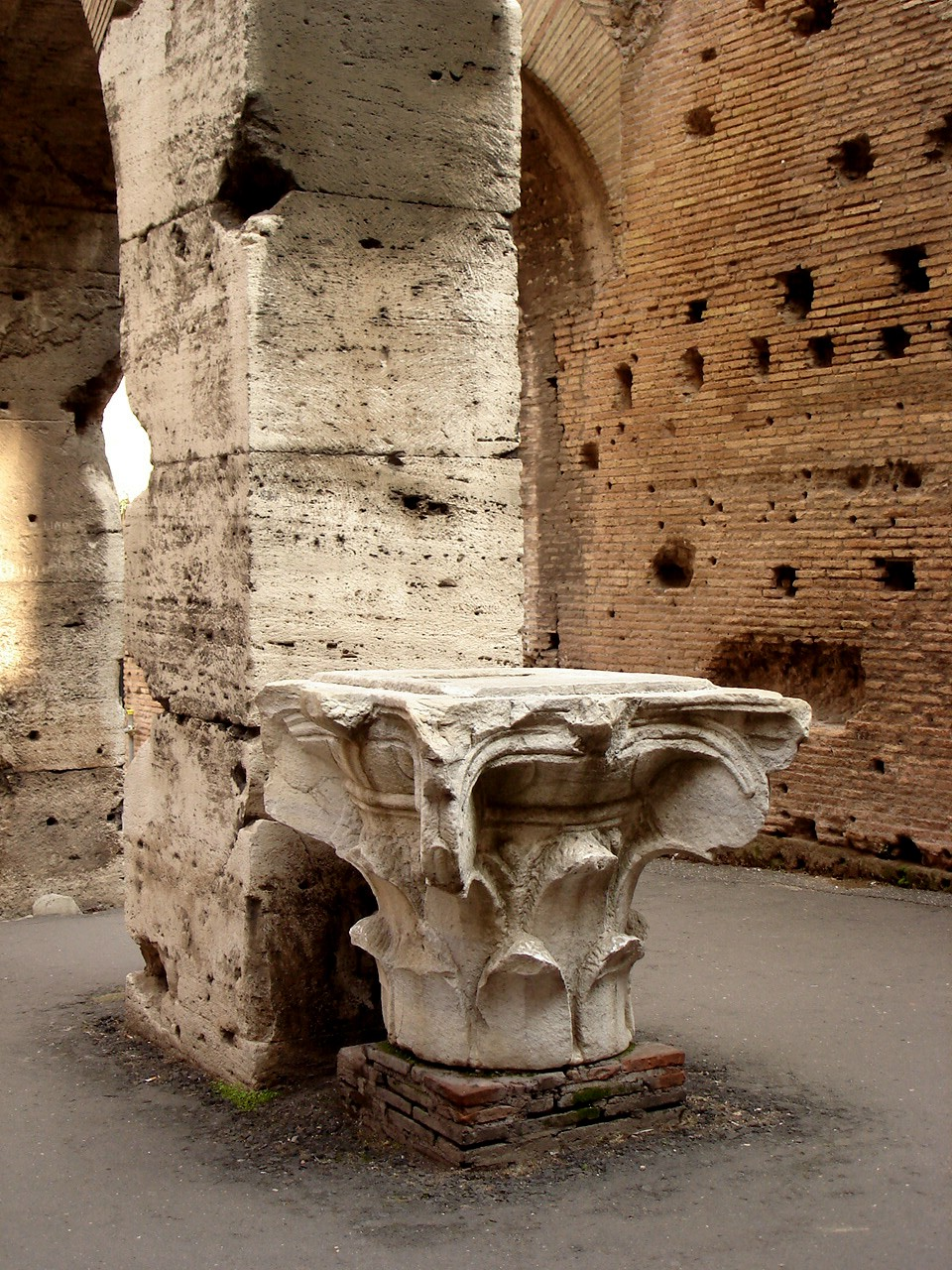
Pilastra i un capitell compost

L'Amfiteatre Flavi és un enorme edifici ovalat de 189 metres de llargària, 156 d'amplada i 48 d'alçada, amb un perímetre el·líptic de 524 metres. L'organització de l'obra s'executà amb diversos torns de treballadors durant el dia i es va dur a terme amb elements prefabricats que en van permetre una construcció modular. Per aquest motiu es diu que aquest edifici ha estat un model per als recintes esportius moderns, ja que té un disseny enginyós i aporta solucions a problemes actuals.
L'edifici es basa en una construcció arquitravada i voltada als tres primers pisos que el formen. S'hi pot apreciar la utilització de l'arquitectura típica dels romans, amb arcs de mig punt sobre uns pilars gruixuts que també sostenen columnes adossades de tipus decoratiu. Els pilars aguanten els arquitraus, els frisos i les cornises que fixen el límit de cadascun dels tres primers pisos.
A l'interior de l'edifici hi ha el gran tresor del Colosseu: la graderia (o càvea) no aprofita els desnivells del terreny, sinó que s'aixeca sobre moltes voltes superposades, recolzades damunt de pilastres de travertí. El cor de l'edifici, gràcies a això, és ple de quilòmetres de passadissos amb voltes i d'escales: és una obra pensada per a garantir el moviment fluid de molta gent. En la seva configuració es va usar la volta de canó i la volta d'aresta, més complexa.
La façana s'erigeix sobre un estilòbat damunt el qual s'aixequen quatre pisos. El primer pis, de 80 arcades, és d'ordre dòric toscà i reflecteix robustesa i virilitat; el segon pis és d'ordre jònic i es compon de base, fust més esvelt que el dòric i un capitell de volutes; el tercer pis és d'ordre compost, amb el capitell amb fulles d'acant. El quart pis, el darrer, presenta un àtic massís, decorat amb lesenes d'estil corinti. Aquest nivell feia diverses funcions: augmentava la cabuda, proporcionava més obra a l'interior i millorava l'efecte visual. En aquest pis hi havia 240 pals de fusta que servien per aguantar les astes a les quals es fixava un tendal immens.
A l'interior, als intercolumnis del segon i tercer pis, hi havia estàtues; als passadissos de la graderia, relleus de marbre i d'estuc.
La graderia envolta l'arena i sota aquesta hi ha un subsol per agilitzar l'espectacle. Les feres eren conduïdes a l'arena amb ascensor i també hi havia passadissos i escales i una estudiada distribució d'habitacions i cambres; a més, s'hi va instal·lar un sistema de conducció d'aigua per transformar l'arena en una gran piscina per a les naumàquies.

### L'estructura
El Colosseu romà va ser potser l'obra més grandiosa de l'arquitectura romana; en ell es van utilitzar les més variades tècniques de construcció. Les pilastres i els arcs són de travertí col·locat sense argamassa. En les parts inferiors i en els soterranis es va emprar la tova volcànica de la mateixa manera. Molts d'aquests carreus anaven subjectes amb grapes metàl·liques. Les voltes que sostenen la càvea es van fer abocant argamassa de ciment directament en cintres de fusta, una innovació que alleugeria la fàbrica.
El fet que l'edifici es trobés sobre una llacuna va obligar a excavar fins a 14 metres de llims inservibles i establir una fonamentació de gairebé 13 metres d'opus caementicium (filades d'argamassa de calç i pedres alternades).

### La sorra i l'hipogeu

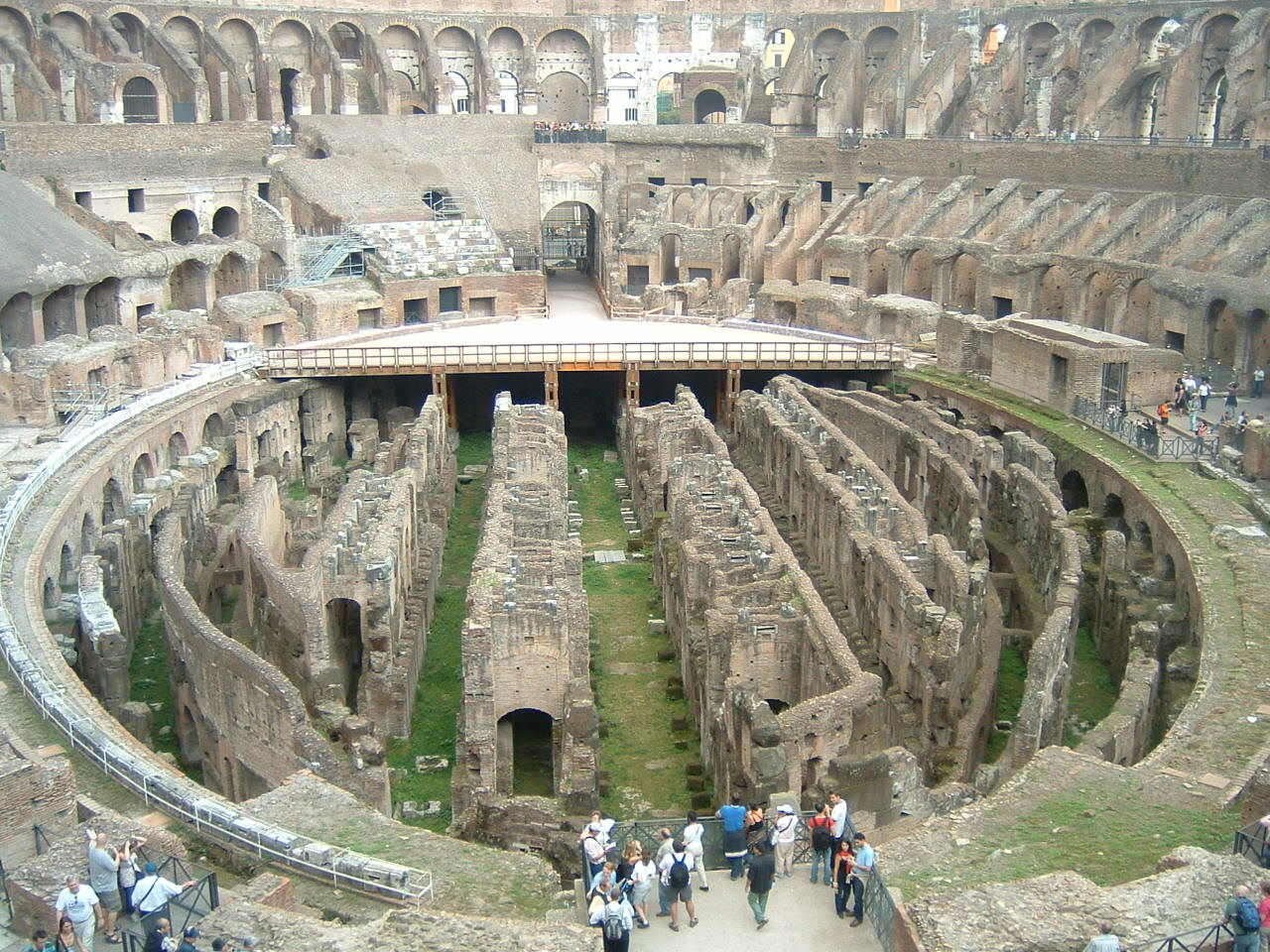
L'hipogeu a l'aire lliure

El terreny de joc pròpiament dit era un oval de 75 per 44 metres; en realitat era una plataforma construïda en fusta i coberta de sorra. Tot el subsol era un complex de túnels i masmorres (l'hipogeu) on s'allotjaven els gladiadors, els condemnats i als animals. El sòl disposava de diverses trapes i muntacàrregues que comunicaven amb el soterrani i que podien ser usades durant l'espectacle.
El plànol de la sorra tenia un complet sistema de drenatge, connectat a quatre imponents claveguerams. S'ha suggerit que obeïen a la necessitat d'evacuar l'aigua després dels espectacles navals. No obstant això, sembla que ja Domicià, abandonant la idea de la naumàquia, va pavimentar les clavegueres i va col·locar a la sorra els muntacàrregues per als combats de gladiadors. La coberta de fusta ja no es conserva, de manera que tot el laberint subterrani roman avui a l'aire lliure.

### La càvea
Les grades es diferenciaven en graus, diversos pisos reservats a cada classe social:
- El podium, el primer d'ells, s'asseien els romans més il·lustres: els senadors, magistrats (Cursus honorum), sacerdots i potser les vestals. En ambdós extrems de l'eix menor hi havia sengles llotges: la tribuna imperial (pulvinar), i una altra reservada per al magistrat que a vegades presidia els Jocs. Atès que aquest pis era el més proper a les feres, hi havia una xarxa metàl·lica de protecció i arquers apostats regularment.
- El maenianum primum, pels aristòcrates que no pertanyien al senat.
- El maenianum secundum, dividit en l'imum, per als ciutadans rics, i el summum, per als pobres.
- El maenianum summum in ligneis, fet de fusta, probablement sense seients, i reservat per a les dones pobres.

A més, alguns ordres socials, com els tribuns, sacerdots o la milícia, tenien sectors reservats.
L'accés des dels passadissos interns fins a les grades es produïa a través dels vomitoris, anomenats així perquè permetien sortir una enorme quantitat de gent en poc temps. Estava tan ben dissenyat que els 50.000 espectadors podien ser evacuats en una mica més de cinc minuts.

### La façana

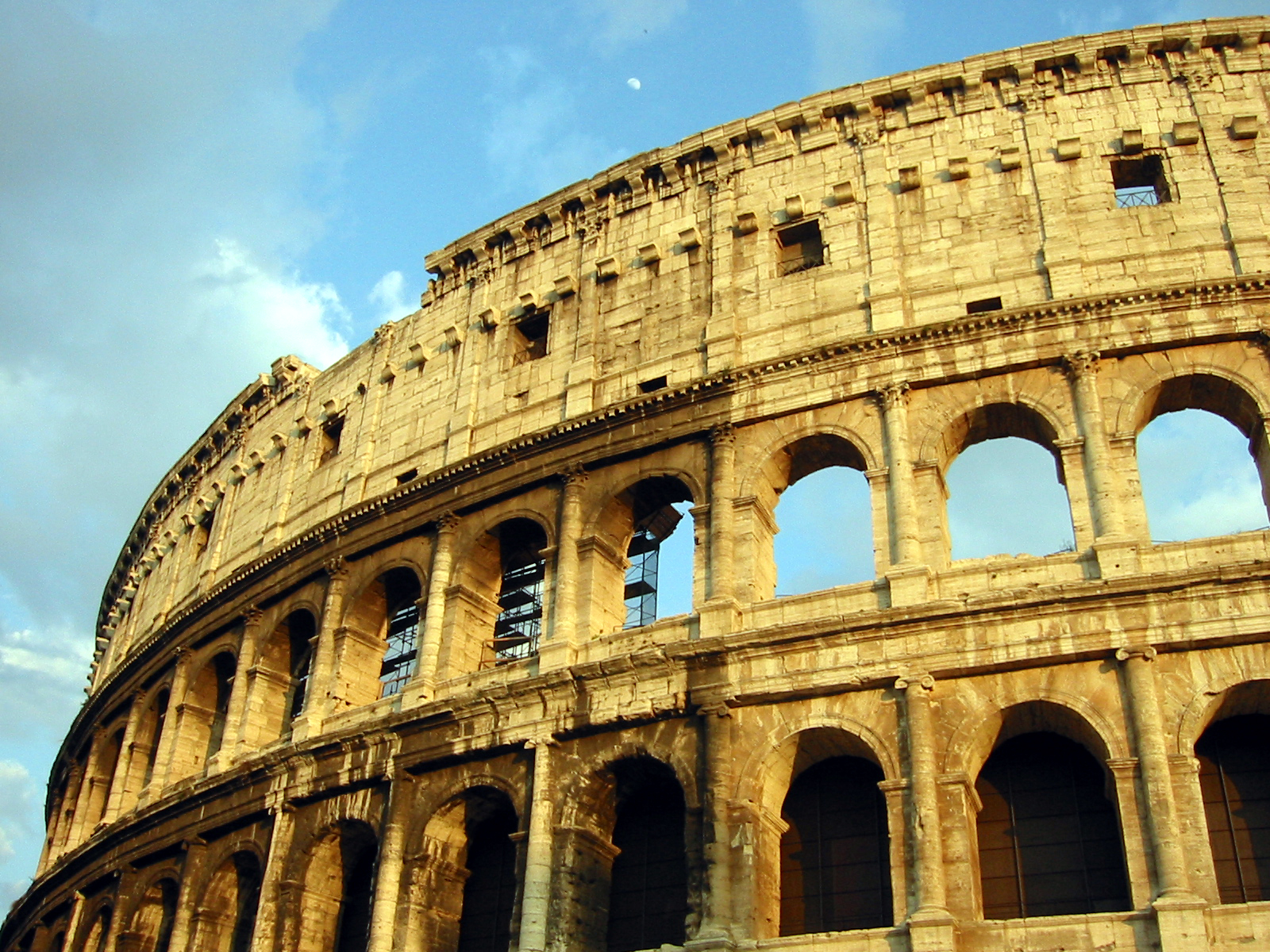
Façana exterior

La façana s'articula en quatre ordres, i les seves altures no es corresponen amb els pisos interiors. Els tres ordres inferiors els formen 80 arcs sobre pilastres, i amb semicolumnes adossades que suporten un entaulament purament decoratiu. El quart el forma una paret cega, amb pilastres adossades, i finestres en un de cada dos vans. La part superior del Colosseu era de fusta i va ser reconstruïda amb pedra cap a l'any 223.
Els ordres de cada pis són successivament toscà, jònic i corinti. L'últim pis té un estil indefinit que va ser catalogat en el segle xvi com compost. Era corrent superposar estils diferents en pisos successius, però no era habitual fer edificis amb quatre ordres superposats. Els pisos es comunicaven a través d'escales i galeries concèntriques. L'emperador tenia una entrada principal a la part nord per a ell i la seva família, i les altres tres entrades axials eren per als cònsols.
El cobriment dels murs es va fer amb estuc, encara que actualment es troben a la vista els blocs de travertí col·locats en filades i units amb juntes de morter i subjectes amb grapes de plom i bronze; en la zona superior de l'últim pis es copsen materials més lleugers com el maó.

### El velàrium
El Colosseu comptava amb una coberta de tela desplegable accionada mitjançant politges. Aquesta coberta, feta primer amb tela de vela i després substituïda per lli, més lleuger, servia per protegir els espectadors del sol i es recolzava en un entramat de cordes del qual se sap poca cosa. Cada sector de roba podia moure's per separat dels del voltant, i eren accionats per un destacament de mariners de la flota romana.
A la part superior de la façana s'han identificat els buits en els quals es posaven els 240 pals de fusta que suportaven els cables. Pel que sembla, les cordes s'ancoraven a terra, ja que d'una altra manera els pals suportarien massa pes: a aquest efecte hi havia un anell concèntric de pedres o cipus situats a 18 metres de la façana a l'esplanada exterior, i que també permetien el control del públic per evitar aglomeracions. La franja entre la façana i els cipus estava pavimentada amb travertí.

## Utilització

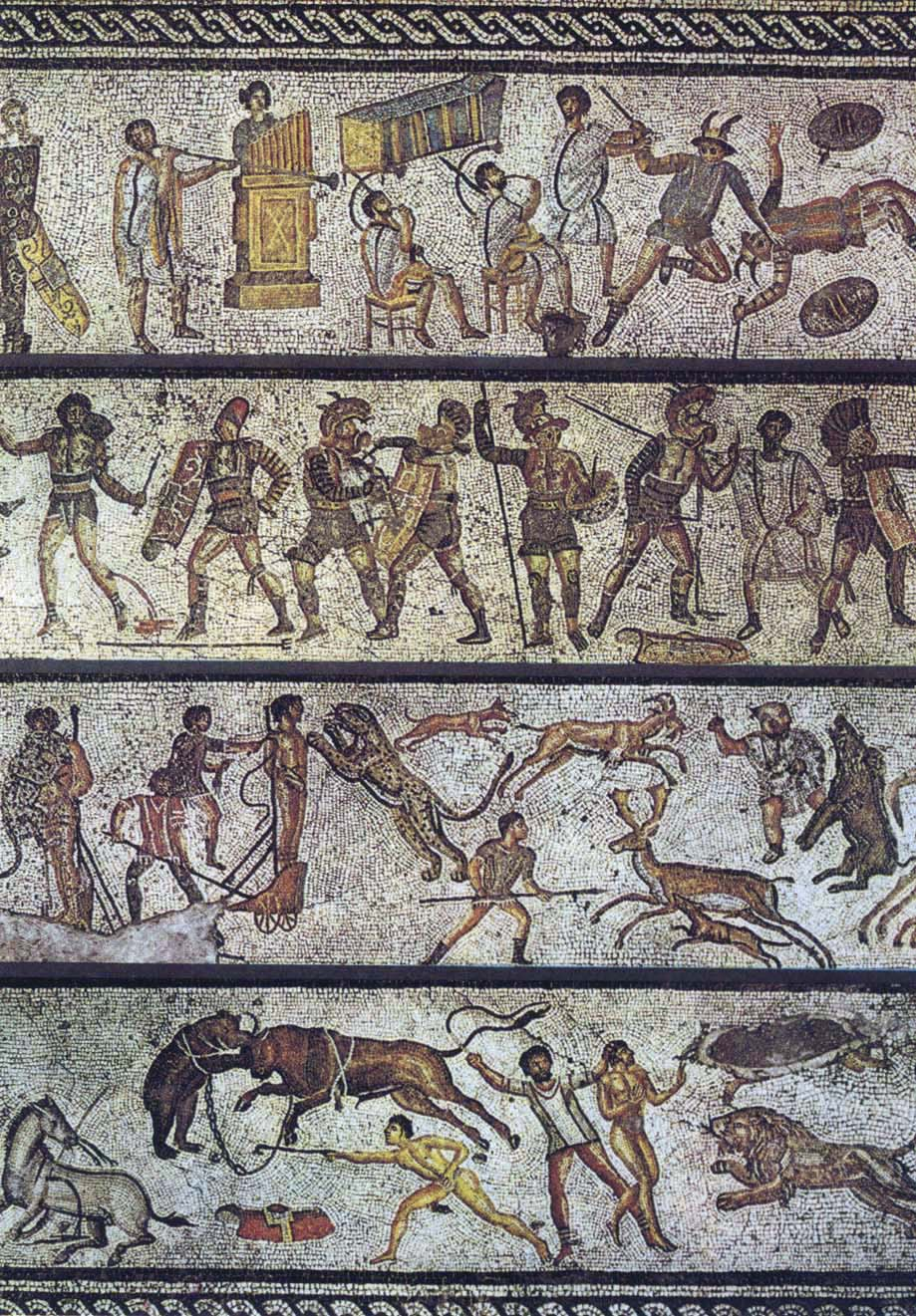
Mosaic de Pompeia que representa alguns dels espectacles que s'haurien ofert al Colosseu

El Colosseu es va utilitzar durant quasi 500 anys: en el segle vi es van fer els últims Jocs. Es feia servir per baralles de gladiadors així com per una gran varietat d'esdeveniments. Els espectacles, anomenats munera, sempre eren patrocinats per ciutadans en comptes de per l'Estat. Tenien un fort element religiós, però també eren una demostració de poder i d'influència familiar, i van resultar ser increïblement populars en la plebs. Un altre espectacle popular era la caça d'animals, o venatio. S'hi feien servir una gran varietat de bèsties salvatges, la majoria importades d'Àfrica i Àsia: rinoceronts, hipopòtams, elefants, girafes, lleons, panteres, lleopards, cocodrils i estruços. Les batalles i la caça es representaven als escenaris amb arbres i edificis movibles. Aquests esdeveniments se celebraven a vegades a una gran escala: es diu que Trajà va celebrar les seves victòries a Dàcia el 107 amb jocs que van incloure 11.000 animals i 10.000 gladiadors, desenvolupant-se durant 123 dies. El públic o l'emperador podia salvar el gladiador que quedava malferit mitjançant la posició en què posés el seu polze, cap amunt o cap avall, representant la vida o la mort del lluitador vençut.
Durant els primers dies del Colosseu els escriptors clàssics deien que l'edifici es feia servir per a naumachiae (més conegudes com a navalia proelia) o simulacions de batalles navals. Les fonts que expliquen els Jocs inaugurals que va fer Tit el 80 descriuen que el pis inferior s'omplia d'aigua per a mostrar cavalls i bous prèviament entrenats nedant. També expliquen una recreació d'una famosa batalla naval entre els grecs de Corfú i els corintis. Això ha estat objecte de debat per als historiadors, ja que, encara que omplir l'edifici d'aigua no hagués presentat problemes, no és clar com podrien haver fet que la sorra fos impermeable, ni si hi hagués hagut espai suficient perquè els vaixells de guerra es moguessin. S'ha suggerit que les fonts parlaven d'un altre lloc, o que el Coliseu tenia en els seus orígens un ample canal inundable que anava fins al seu eix central i que posteriorment hauria estat substituït per l'hipogeu.
El poeta Marcial també es va fer ressò d'aquests Jocs inaugurals, i més concretament ens descriu una lluita de gladiadors que passaria a la història, la de Vero i Prisco: tots dos van lluitar fins a l'extenuació davant l'emperador Tit, sense que cap dels dos arribés a imposar-se sobre l'altre. Aquest afany i capacitat de resistència va ser recompensat amb el clam popular, que va portar el Cèsar a perdonar-los. Tan excepcional va ser aquest fet que Marcial el va recollir en la seva obra Liber spectaculorum.
També es feien «silvà», recreacions de paisatges naturals a la sorra. Pintors, tècnics i arquitectes construïen una simulació d'un bosc amb arbres i arbustos reals que es plantaven a la sorra. Hi posaven animals per poblar el paisatge i sorprendre la multitud. Aquests escenaris es podrien haver usat simplement per mostrar un entorn natural a la població urbana, o com a teló de fons per a la caça o obres que narraven episodis mitològics. Ocasionalment, també s'usaven per execucions en què l'heroi de la història, interpretat pel condemnat a mort, era assassinat de manera espantosa, però mitològicament autèntica, sent devorat per bèsties o cremat fins a la mort.

## El cristianisme i el Colosseu
Durant molt de temps s'ha considerat el Colosseu com l'escenari de nombrosos martiris dels primers cristians. De tota manera, aquesta creença sembla només haver sorgit durant el segle xvi. Les fonts romanes i de l'alta edat mitjana es refereixen a martiris cristians en llocs de Roma vagament descrits —com a l'amfiteatre o a l'arena—, però sense especificar concretament la seva localització; de fet, hi havia nombrosos estadis, amfiteatres i circs a Roma. Sovint es diu que sant Telèmac, per exemple, va morir al Colosseu, però Teodoret de Cir, en els seus escrits sobre aquesta mort, diu que va morir a l'estadi (is to stàdio).
A l'edat mitjana el Colosseu no era vist com un lloc sagrat. El seu ús com a fortalesa i després com a pedrera demostra la poca importància espiritual que se li atribuïa en un temps en què els llocs que s'associaven amb els màrtirs eren molt venerats. No formava part dels itineraris agrupats per a ser visitats pels pelegrins ni en obres com ara la Mirabilia Urbis Romae (Meravelles de la ciutat de Roma) del segle xii, que diu que el Circ Màxim —i no el Colosseu— va ser el lloc on van succeir aquests martiris. Part de l'estructura estava habitada per una ordre cristiana, però aparentment no tenien motius religiosos ni espirituals per ocupar aquest edifici.
Sembla que solament durant els segles xvi i xvii es va considerar el Colosseu com un lloc de culte. El papa Pius V (1566-1572) va recomanar que els pelegrins reunissin sorra del Colosseu com si fos una relíquia, ja que estava impregnada de la sang dels màrtirs. Aquesta segurament va ser una visió minoritària fins que Fioravante Martinelli, quasi un segle més tard, la va popularitzar. Martinelli, al seu llibre Roma ex ethnica sacra, del 1653, va incloure el Colosseu al davant d'una llista de llocs sagrats relacionats amb els martiris. Evidentment, el llibre de Martellini va tenir un clar efecte en l'opinió pública; com a resposta a la proposta que alguns anys més tard va fer el cardenal Altieri de convertir el Colosseu en una plaça de toros, Carlo Tomassi va publicar un pamflet com a protesta pel que considerava una profanació. La controvèrsia que va seguir va persuadir el papa Climent X de tancar les arcades externes del Colosseu i a declarar-lo santuari cristià, tot i que el debat sobre com era de sacre l'edifici continuaria encara algun temps més.
El papa Benet XIV (1740-1758) va prohibir la utilització del Colosseu com a pedrera i va erigir un viacrucis prop de l'arena, que hi va romandre fins al febrer del 1874. Sant Benet Josep Labre va passar els últims anys de la seva vida entre els murs del Colosseu vivint de la caritat dels fidels, fins a la seva mort el 1783. Diversos papes del segle xix van dur a terme treballs de reparació i restauració al Colosseu, per la qual cosa l'edifici encara conserva una connexió amb la cristiandat. Es van posar creus en diversos punts prop de l'arena i, encara actualment, cada Divendres Sant el papa encapçala una processó a l'amfiteatre en memòria dels màrtirs cristians.

## En la cultura popular[calcitació]
Com que el Colosseu és una icona de la cultura occidental ha aparegut a nombroses pel·lícules i obres d'art:
- La cançó de Cole Porter anomenada You're the Top del musical Anything Goes (1934) inclou el vers «You're the Top, you're the Colosseum» (ets el cim, ets el Colosseu)
- A la pel·lícula de 1953 Vacances a Roma el Colosseu serveix de teló de fons per a nombroses escenes.
- A la pel·lícula de 1954 Demetrio y los gladiadores l'emperador Calígula sentencia al cristià Demetri a lluitar al Colosseu, encara que la mencionada escena és anacrònica, perquè Calígula és anterior a la construcció de l'edifici.
- El final de la pel·lícula de 1957 20 Million Miles to Earth té lloc al Colosseu.
- A la pel·lícula de 1972 Way of the Dragon Bruce Lee va lluitar contra Chuck Norris al Colosseu.
- A la pel·lícula de 1997 Double Team Jean-Claude Van Damme lluita contra Mickey Rourke al Colosseu.
- A la pel·lícula Gladiator de Ridley Scott (2000) el Colosseu es va recrear per ordinador per restaurar la glòria dels seus millors temps al segle ii. La reconstrucció de l'edifici és fidel i dona una bona impressió de com va poder ser l'hipogeu. Tot i això, molts dels edificis que envoltaven al Colosseu a la pel·lícula mai no van existir, i la seva proximitat al Tíber tampoc no és veraç.
- A la pel·lícula de ciència-ficció The Core (2003) el Colosseu és destruït per múltiples llamps que el redueixen a runes juntament amb la resta de Roma.
- A la pel·lícula de Lizzie McGuire (2003) el Colosseu serveix d'escenari perquè la protagonista canti a milers d'espectadors.
- A la pel·lícula Jumper (2008) es veu el Colosseu com a escenari de batalla entre el protagonista (Hayden Christensen) i part dels seus enemics.

El Colosseu figura a la moneda de cinc cèntims d'euro d'Itàlia.
La fama de Colosseu com a lloc d'entreteniment ha fet que el seu nom fos tornat a utilitzar-se a altres edificis públics moderns, particularment als Estats Units, on teatres, sales de concerts i estadis s'anomenen comunament «colosseus» (Coliseums).
Nombrosos artistes, especialment del segle xviii i xix, l'han fet objecte de les seves obres de dibuix, gravat o pintura, entre ells:

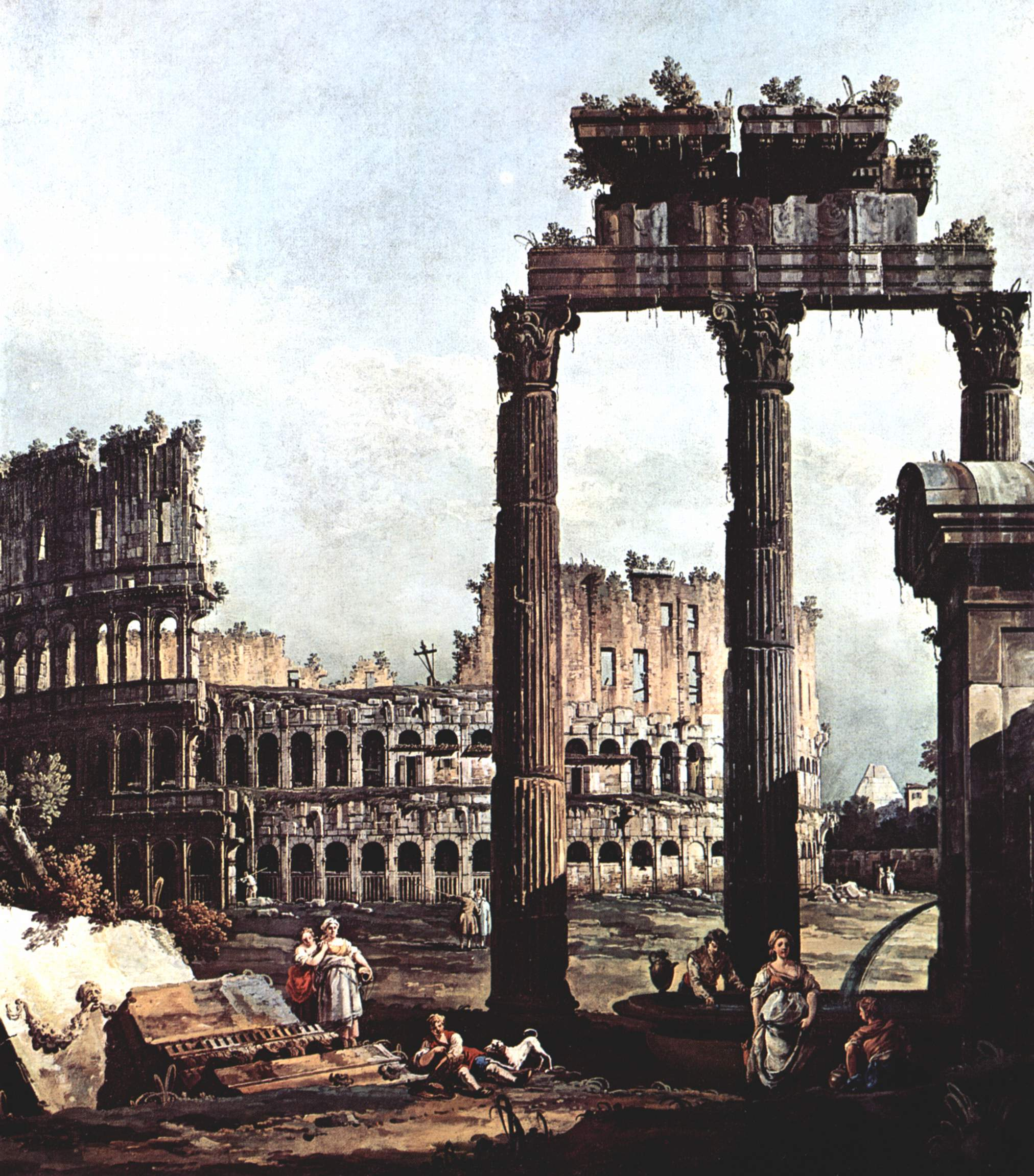
Capricci Romano per Bernardo Bellotto Il Canaletto (1742-1747), pintura a l'oli.
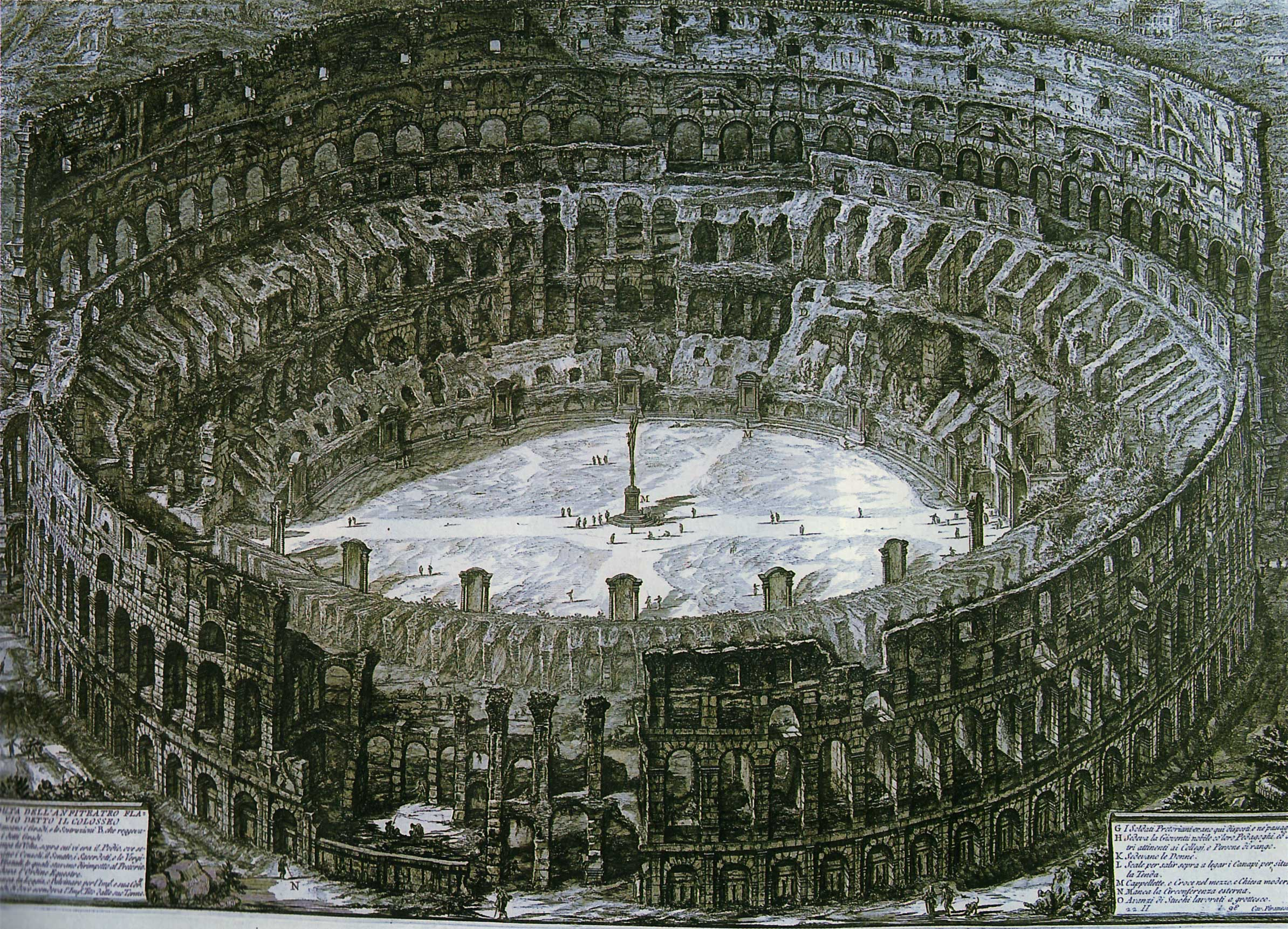
Interno del Colosseo con edicole per la Via Crucis Giovanni Battista Piranesi (c. 1750) gravat.
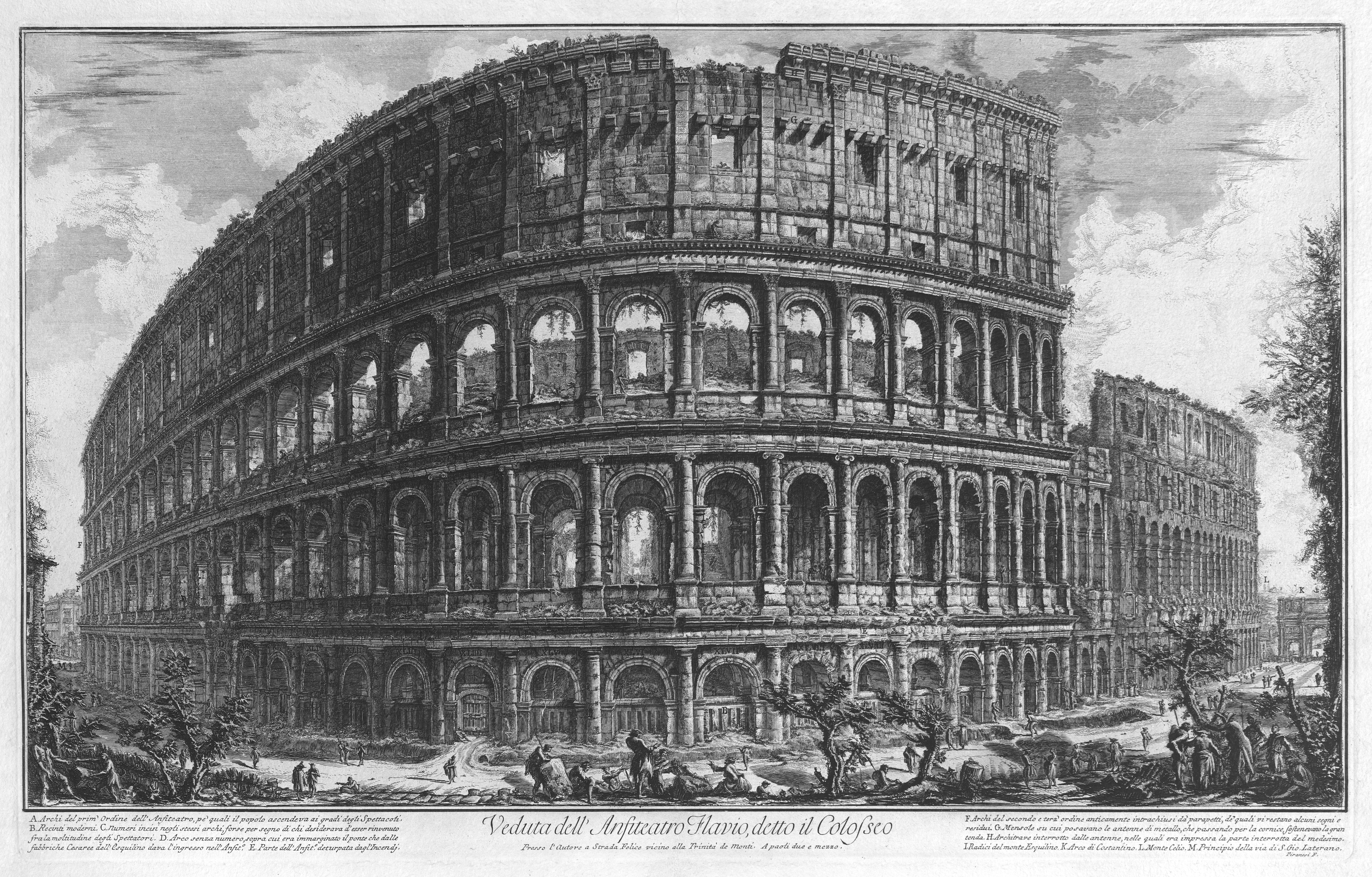
El Colosseu per Giovanni Battista Piranesi (1757), gravat.
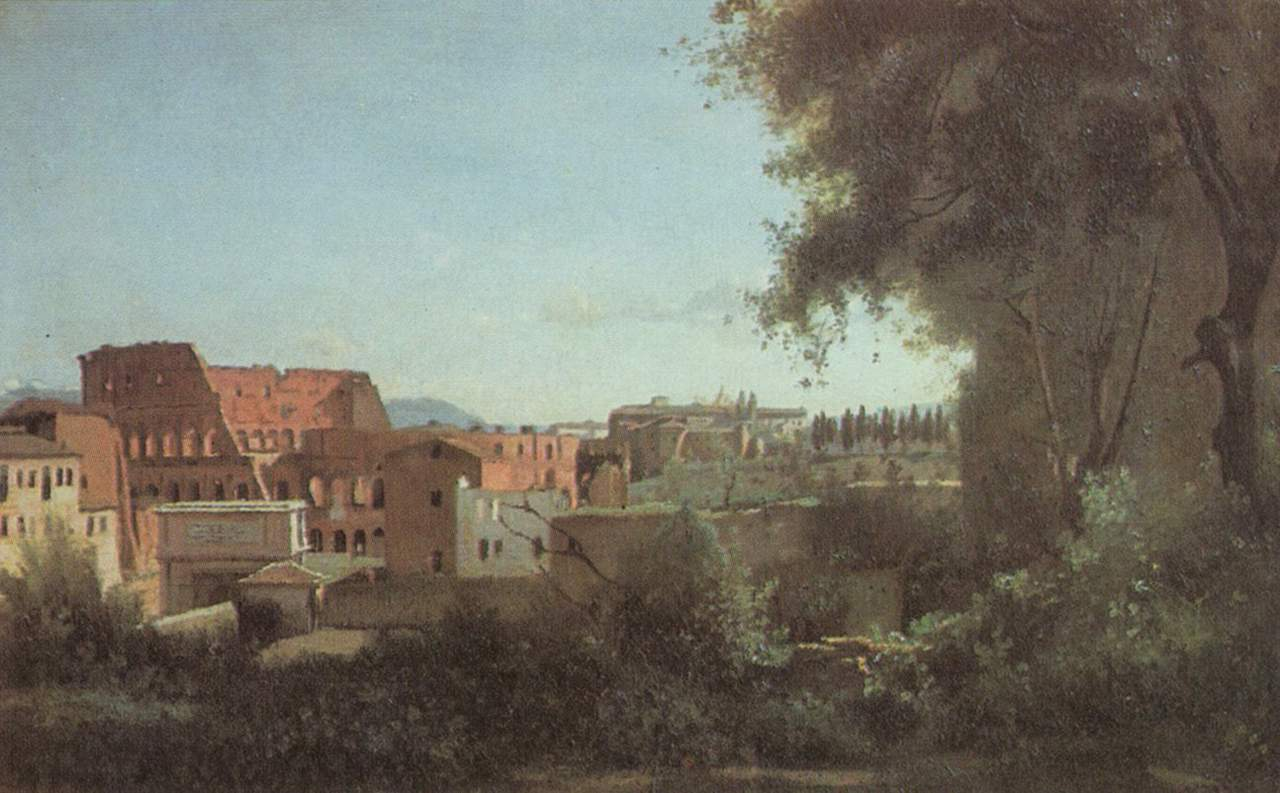
Le Colisée vu des jardins Farnèse per Jean-Baptiste Camille Corot (1826), pintura.
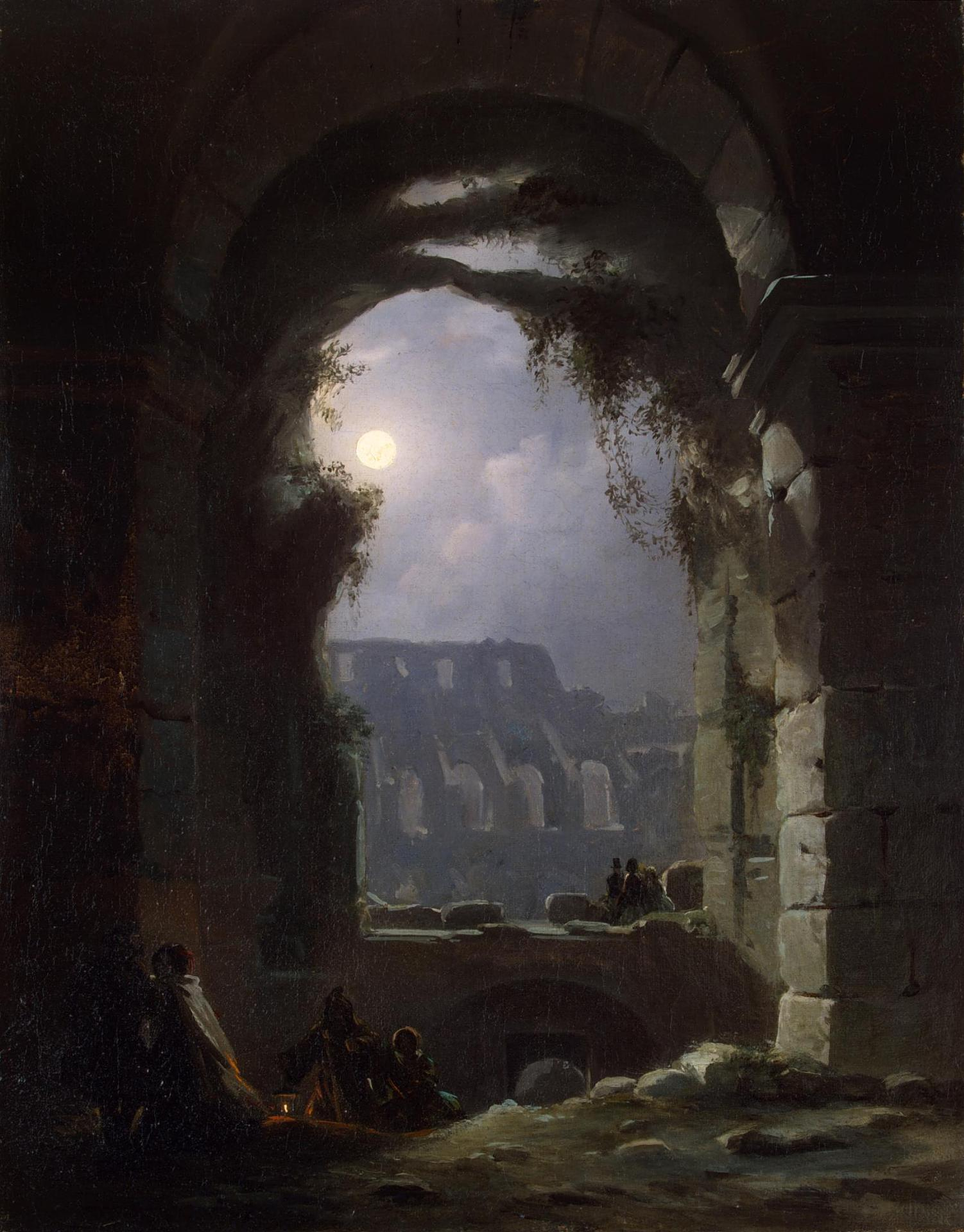
Colosseu per Franz Ludwig Catel (c. 1830), pintura.
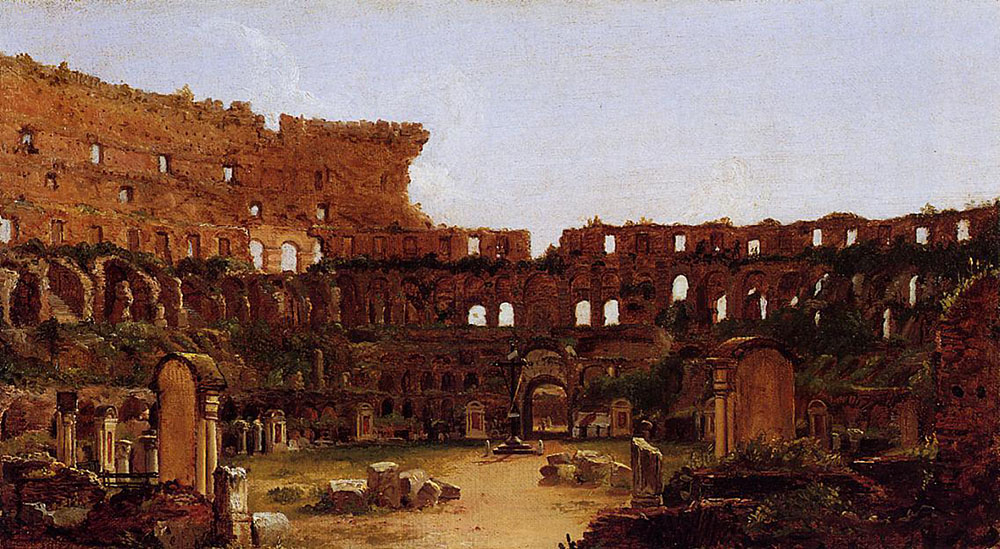
Interior of the Colosseum per Thomas Cole (1832), pintura.
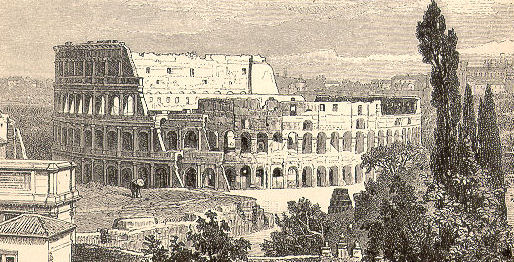
Colosseum Roma per Heinrich August Pierer (1891), gravat.
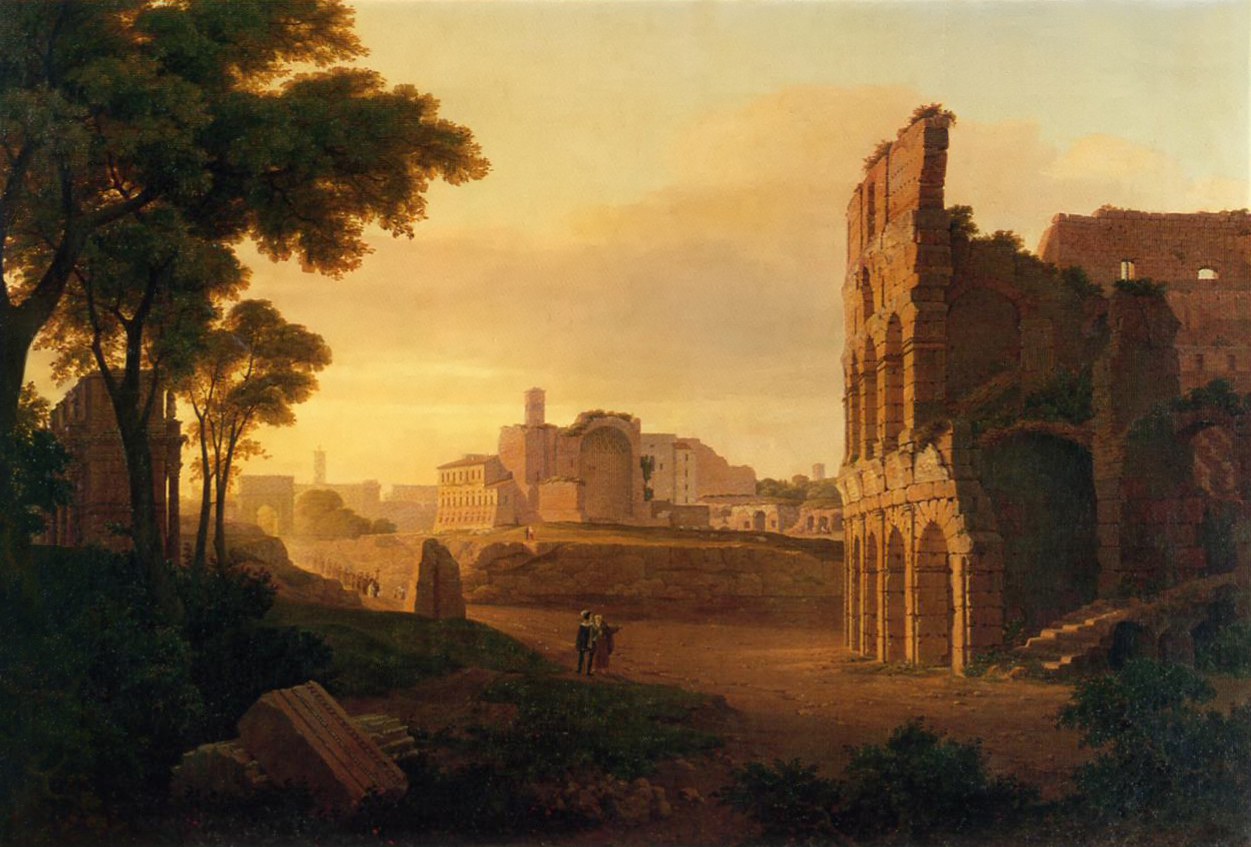
Kolosseum und Forum Romanum de Rudolf Wiegmann (1835), pintura a l'oli.